# Eulasia papaveris
Eulasia papaveris es una especie de coleóptero de la familia Glaphyridae.

## Distribución geográfica
Habita en Siria, Israel, Jordania y  Turquía.